# Lobo (musicien)
 (juillet 2018).
Si vous disposez d'ouvrages ou d'articles de référence ou si vous connaissez des sites web de qualité traitant du thème abordé ici, merci de compléter l'article en donnant les références utiles à sa vérifiabilité et en les liant à la section « Notes et références ».
Pour les articles homonymes, voir Lobo.
Lobo, né Roland Kent LaVoie le 31 juillet 1943, est un auteur-compositeur-interprète américain qui a connu un grand succès au début des années 1970 ; il a en effet été en tête du top 10 américain, notamment avec Me and You and a Dog, I Want You et Do not Expect Me to Be Your Friend.

## Discographie

### Albums
| Année | Albums                                          | Positions de graphique | Positions de graphique | Positions de graphique |
| Année | Albums                                          | US                     | US Country             | UK                     |
| ----- | ----------------------------------------------- | ---------------------- | ---------------------- | ---------------------- |
| 1971  | Introducing Lobo                                | 178                    | —                      | —                      |
| 1972  | Closeup [Unreleased]                            | —                      | —                      | —                      |
| 1972  | Of a Simple Man                                 | 37                     | —                      | —                      |
| 1973  | Introducing Lobo [Rerelease]                    | 163                    | —                      | —                      |
| 1973  | Calumet                                         | 128                    | —                      | —                      |
| 1974  | Just a Singer                                   | 183                    | —                      | —                      |
| 1975  | A Cowboy Afraid of Horses                       | 151                    | —                      | —                      |
| 1976  | Come with Me                                    | —                      | —                      | —                      |
| 1979  | Lobo                                            | 207                    | —                      | —                      |
| 1989  | Am I Going Crazy                                | —                      | —                      | —                      |
| 1994  | Asian Moon                                      | —                      | —                      | —                      |
| 1995  | Classic Hits                                    | —                      | —                      | —                      |
| 1996  | Sometimes                                       | —                      | —                      | —                      |
| 1997  | You Must Remember This                          | —                      | —                      | —                      |
| 1997  | You Must Remember This - The Instrumental Album | —                      | —                      | —                      |
| 2008  | Out of Time                                     | —                      | —                      | —                      |
| 2010  | Propinquity                                     | —                      | —                      | —                      |

### Albums composites
- 1975 : The Best Of Lobo (Big Tree)
- 1990 : Greatest Hits (Curb)
- 1993 : The Best of Lobo (Rhino)
- 1996 : The Best of Lobo (Curb)
- 1996 : I'd Love You to Want Me (Rhino)
- 1997 : Me & You & A Dog Named Boo & Other Hits (Rhino)
- 2004 : The Very Best of Lobo (WEA International)
- 2005 : Introducing Lobo/Of a Simple Man (Wounded Bird)
- 2005 : Platinum Collection
- 2006 : Ultimate Collection (EMI) Malaysia
- 2006 : Me & You & A Dog Named Boo & Other Hits (Collectables)
- 2007 : Greatest Hits (Lobo Records)

### Singles
| Année | Titre                                                      | Positions de graphique | Positions de graphique | Positions de graphique | Positions de graphique |
| Année | Titre                                                      | US                     | US AC                  | US Country             | UK                     |
| ----- | ---------------------------------------------------------- | ---------------------- | ---------------------- | ---------------------- | ---------------------- |
| 1964  | What Am I Doing Here with You? [comme The Sugar Beats]     | —                      | —                      | —                      | —                      |
| 1966  | It's Gonna Be So Hard [comme The Uglies]                   | —                      | —                      | —                      | —                      |
| 1969  | Happy Days in New York City [comme Kent Lavoie]            | —                      | —                      | —                      | —                      |
| 1971  | Me and You and a Dog Named Boo                             | 5                      | 1                      | —                      | 4                      |
| 1971  | She Didn't Do Magic                                        | 46                     | —                      | —                      | —                      |
| 1971  | b/w I'm the Only One                                       | —                      | 14                     | —                      | —                      |
| 1971  | California Kid and Reemo                                   | 72                     | 19                     | —                      | —                      |
| 1972  | The Albatross                                              | —                      | —                      | —                      | —                      |
| 1972  | A Simple Man                                               | 56                     | 17                     | —                      | —                      |
| 1972  | I'd Love You to Want Me                                    | 2                      | 1                      | —                      | 5                      |
| 1972  | Don't Expect Me to Be Your Friend                          | 8                      | 1                      | —                      | —                      |
| 1973  | It Sure Took a Long, Long Time                             | 27                     | 3                      | —                      | —                      |
| 1973  | How Can I Tell Her                                         | 22                     | 4                      | —                      | —                      |
| 1973  | There Ain't No Way                                         | 68                     | 29                     | —                      | —                      |
| 1973  | b/w Love Me for What I Am                                  | 86                     | —                      | —                      | —                      |
| 1974  | Standing at the End of the Line                            | 37                     | 25                     | —                      | —                      |
| 1974  | Rings                                                      | 43                     | 8                      | —                      | —                      |
| 1975  | Don't Tell Me Goodnight                                    | 27                     | 2                      | —                      | —                      |
| 1975  | Would I Still Have You                                     | —                      | 44                     | —                      | —                      |
| 1976  | At First Sight                                             | —                      | —                      | —                      | —                      |
| 1976  | It's Everywhere                                            | —                      | —                      | —                      | —                      |
| 1977  | Afterglow                                                  | —                      | —                      | —                      | —                      |
| 1978  | You Are All I Ever Need                                    | —                      | —                      | —                      | —                      |
| 1979  | Where Were You When I Was Falling in Love                  | 23                     | 1                      | —                      | —                      |
| 1979  | Holdin' On for Dear Love                                   | 75                     | 13                     | —                      | —                      |
| 1980  | With a Love Like Ours                                      | —                      | —                      | —                      | —                      |
| 1980  | Fight Fire with Fire                                       | —                      | —                      | —                      | —                      |
| 1981  | I Don't Want to Want You                                   | —                      | —                      | 40                     | —                      |
| 1982  | Come Looking for Me                                        | —                      | —                      | 63                     | —                      |
| 1982  | Bull Smith Can't Dance the Cotton-Eyed Joe [avec Wolfpack] | —                      | —                      | 88                     | —                      |
| 1982  | Living My Life Without You                                 | —                      | —                      | 88                     | —                      |
| 1985  | Am I Going Crazy                                           | —                      | —                      | 57                     | —                      |
| 1985  | Paint the Town Blue (avec Robin Lee)                       | —                      | —                      | 49                     | —                      |